# Tabanus zimini
Tabanus zimini är en tvåvingeart som beskrevs av Olsufjev 1937. Tabanus zimini ingår i släktet Tabanus och familjen bromsar. Inga underarter finns listade i Catalogue of Life.